# مکزیکو (میزوری)
مکزیکو (به انگلیسی: Mexico) شهری در شهرستان آدرین ایالت میزوری است که جمعیت آن در سرشماری سال ۲۰۱۰ میلادی ۱۱٫۵۴۳ نفر بوده است.